# Liste des membres albertains de l'Ordre du Canada
Pour un article plus général, voir Ordre du Canada.
- David Adams
- Jack N. Agrios
- Andrew Charles Anderson
- Anne Anderson
- Charles Anderson
- Margaret Weir Andrekson
- Anthony G. Anselmo
- Violet B. Archer
- Neil Mackenzie Armstrong
- Islay M. Arnold
- Steven K.H. Aung
- Madeleine E. Banister
- Tommy Banks
- Mary Belle Barclay
- Peter C. Bawden
- Charles Beil
- Helen R. Belyea
- Jenny Belzberg
- C. Fred Bentley
- James M. Bentley
- David Jay Bercuson
- Norbert Berkowitz
- Gurcharan Singh Bhatia
- André Boudreau
- Marjorie Montgomery Bowker
- Wilbur F. Bowker
- Andrew A. Briosi
- Linda R. Bull
- Anne Burrows
- John C. Callaghan
- Gordon Wallace Cameron
- Michelle A. Cameron
- Anne Adamson Campbell
- Ruth Carse
- J.J. (Jack) Cennon
- Arthur J. Child
- Harry Chonkolay
- Robert B. Church
- Donald W. Clarke
- William A. Cochrane
- Harry Cohen
- Martha Cohen
- Allan F. Collins
- William (Bill) Collins
- Ron Collister
- Barbara Villy Cormack
- Eric W. Cormack
- Florence Cottee
- Herbert T. Coutts
- Hugh Catherwood Craig
- Mabel M. Crosland
- Joe Crow Shoe
- Josephine Crow Shoe
- Norris R. Crump
- Chester R. Cunningham
- John Robert Cunningham
- John Hugh Currie
- Bobby Curtola
- Mary Morrison Davis
- Louis C. Day
- Nickolas R. de Grandmaison
- Laurence G. Decore
- Hugh A. Dempsey
- Ivor Dent
- Louis A. Desrochers
- Art Dixon
- Samuel Donaghey
- Mary Dover
- Fred J. Dumont
- (N.A.) Mervyn Dutton
- James A.S. Edwards
- Donald Stewart Ethell
- Brian Llewellyn Evans
- Lila Sied Ameen Fahlman
- Zane Feldman
- Brian A. Felesky
- Stephanie L. Felesky
- Jacob Finkelman
- Aileen A.H. Fish
- Noreen Flanagan
- F. Morris Flewwelling
- Robert Edward Folinsbee
- Malcolm Forsyth
- John Fox
- Barbara Jean Fraser
- Felix R. Blache Fraser
- Roderick D. Fraser
- George M. Furnival
- Richard W. Fyfe
- Gerald L. Gall
- John Patrick Gallagher
- Zoie Gardner
- Pierre Eugène Gariépy
- Eric A. Geddes
- Donald R. Getty
- Helen Beny Gibson
- James Alan Longmore Gilbert
- Hans Gmoser
- Edward W. (Ted) Godwin
- Cecil Goldstick
- Peter R. Gorman
- Ruth Gorman
- George W. Govier
- Christian W.A. Graefe
- Ronald D. Grantham
- James H. Gray
- James Kenneth Gray
- Leslie C. Green
- Harry Emmet Gunning
- Philip Francis Halloran
- Howard Benton Haney
- Leonard Kane Haney
- Robert M. Hardy
- W.G. Hardy
- Douglas Scott Harkness
- Peter Harris
- Walter Edgar Harris
- Stewart Edward Hart
- Donald Southam Harvie
- Eric L. Harvie
- Richard Francis Haskayne
- Albert William Haynes
- Helen Hays
- Margaret Perkins Hess
- Bruce William Hogle
- Lois Elsa Hole
- Peggy Holmes
- Harley Norman Hotchkiss
- William Arnold Howard
- Monica Hughes
- W. Helen Hunley
- William Dickenson Hunter
- Mel Hurtig
- Helen Huston
- Louis Davies Hyndman
- William Irwin
- Randall Eugene Ivany
- Mary Percy Jackson
- Roger C. Jackson
- Tom Jackson
- Arthur T. Jenkyns
- Walter H. Johns
- Ernest Anderson Johnson
- (Albert) Richard Johnston
- Edgar Thompson Jones
- R. Norman Jones
- Diane Jones-Konihowski
- Krishan C. Joshee
- Walter H. Kaasa
- Yutetsu Kawamura
- Cyril Max Kay
- Illingworth Kerr
- Archie F. Key
- Frank Walter King
- W. David King
- Robinson Koilpillai
- Muriel Kovitz
- Henry Kreisel
- Ernie Kuyt
- Norman Kwong
- Jean-Louis Lagasse
- May Laidlaw
- Gertrude Laing
- Roger Lalonde
- David Lander
- James H. Laycraft
- Catriona Le May Doan
- Leonard H. Leacock
- Robert G.H. Lee
- Mary J. LeMessurier
- Raymond Urgel Lemieux
- H. Victor (Vic) Letendre
- Charmaine Letourneau
- Joseph Emmanuel Yvon Levaque
- Alvin Gerald Libin
- Herman Linder
- Roy Oliver Lindseth
- J. Wilton Littlechild
- Mary Lobay
- Edgar Peter Lougheed
- Manoly Robert Lupul
- Peter L.P. Macdonnell
- J.W. Grant MacEwan
- James G. MacGregor
- Walter C. MacKenzie
- Ross A. MacKimmie
- Frank MacKinnon
- Brian F. MacNeill
- Sandy Auld Mactaggart
- Henry Fook Yuen Mah
- Gerald J. Maier
- Ernest C. Manning
- Frederick C. Mannix
- Ronald Neil Mannix
- Helen Manyfingers
- James Harley Marsh
- Mary of the Annunciation
- Robert S. Matheson
- Donald Mazankowski
- John Robert McCaig
- Margaret Ann McCaig
- Stanley H. McCuaig
- Mattie L. McCullough
- Graeme Donald McDonald
- Edward E. McNally
- Gary William Wilcox McPherson
- Christine Meikle
- Arliss Miller
- Louise Miller
- Michael J. Miller
- Harold S. Millican
- H.R. Milner
- Stanley Albert Milner
- J. Valentine Milvain
- David E. Mitchell
- Douglas Mitchell
- William O. Mitchell
- Allan James Monk
- Robert Vaughan Moody
- Nicholas Everard Morant
- Norbert Rubin Morgenstern
- Audrey Atrill Morrice
- Patrick Allan Morrow
- Virgil P. Moshansky
- Roger G. Motut
- Mary Elizabeth Munn
- John Murrell
- E.R. Ward Neale
- Margaret Jean Nelson
- J.E. (Ted) Newall
- Margaret Newall
- Eric P. Newell
- Matt M. Newell
- Catherine A. Nicoll
- Patrick R. Nixon
- Ron Northcott
- Gertrude O'Keefe
- John Stafford O'Neill
- Roman J. Ostashewsky
- Garnet T. Page
- Alfred Ernest Pallister
- James Simpson Palmer
- Jean Paré (en)
- Alice V. Payne
- Charles Thomas Peacocke
- H. J. Sanders Pearson
- Hugh E. Pearson
- Karen Lynne Percy
- Marilyn Perkins
- John R. (Jack) Perraton
- Holger Martin Petersen
- John Edward Poole
- William D. Pratt
- John N. Primrose
- Stephen R. Ramsankar
- Leonard P. Ratzlaff
- Bruce S. Rawson
- Ken Read
- C. Neil Reimer
- Stanley George Reynolds
- G.R.A. (Dick) Rice
- Alan D. Ridge
- Chris Ritchie
- John Peter Lee Roberts
- Esther Manolson Robins
- Michael P. Robinson
- Douglas James Roche
- Chester A. Ronning
- Walter R. Ross
- Claudette Denise Roy
- Theodore Rozsa
- Elizabeth Rummel
- Alexander McInnes Runciman
- Andy Russell
- Gordon Russell
- Nathaniel Westlund Rutter
- Indira V. Samarasekera
- Peter Savaryn
- Thelma R. Scambler
- Otto Schaefer
- David W. Schindler
- John L. Schlosser
- Barbara Scott
- Dennis George Scott
- Daryl Kenneth Seaman
- JR Shaw
- Henry J. Shimizu
- Joseph Harvey Shoctor
- Norma Jill Sieppert
- Frederick Earle Sloane
- Robert Smallboy
- Arthur R. Smith
- Eldon Raymond Smith
- Hank Smith
- Reimer M. Smith
- Bernard Snell
- Brijendra K. Sood
- Margaret Elizabeth Southern
- Ronald D. Southern
- Raymond A. Speaker
- Matthew W. Spence
- Mary Eileen Spencer
- Brian J. Sproule
- James M. Stanford
- Robert Daniel Steadward
- George Steer
- Ralph G. Steinhauer
- Charles Richard Stelck
- Isabella Stevens
- William Alexander Stevenson
- Shirley Marie Stinson
- Ian Grote Stirling
- Robert Stollery
- Jake Superstein
- Gordon C. Swann
- Cecil Swanson
- Vera Swanson
- Arthur H. Sweet
- Anthony Sylla
- F. Elva Taylor
- Kathleen Ivy Taylor
- Howard E. Tennant
- Mark Tennant
- LeRoy A. Thorssen
- R. Thorsteinsson
- Nena J. Timperley
- Margaret Trott
- D. Lorne J. Tyrrell
- Ian Tyson
- Harry Veiner
- Muriel Stanley Venne
- Norman E. Wagner
- Thomas Joseph Walsh
- Maxwell W. Ward
- William J. Warren
- Mamoru Watanabe
- Bryce Weir
- James A. Whelihan
- Catharine Robb Whyte
- Percy D. Wickman
- Rudy Wiebe
- Lars Willumsen
- Donald R. Wilson
- Francis G. Winspear
- Harriet Winspear
- Henry M. Wojcicki
- Henry Woo
- Edgar Allardyce Wood
- Harold Edmund Wyatt
- Margaret Leona Zeidler